# Padang
Padang és la capital de la província de Sumatra Occidental, Indonèsia. Situada a la costa occidental de l'illa de Sumatra, a la desembocadura de l'Aran, en una badia ben protegida que ha contribuït a la importància del seu port. Té una àrea de 694.96 km² i una població de més de 750.000 persones, principalment parlants de la llengua minangkabau. Exporta cafè, te, espècies, cautxú i carbó. Hi ha indústria del ciment.

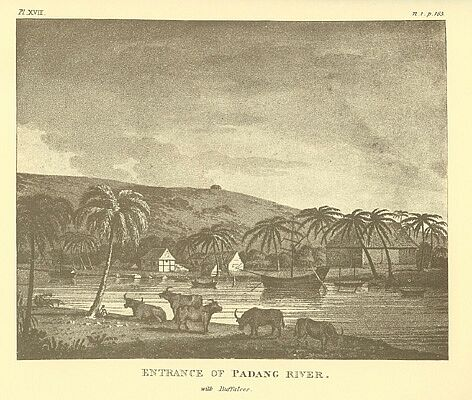
Padang a l'any 1795

Des del segle xvi, Padang ha estat un centre de comerç. Es conreava pebre i es comerciava amb l'Índia, Portugal, el Regne Unit i els Països Baixos. A partir del 1663, quan la ciutat queia sota l'autoritat dels holandesos, aquest centre s'intensificà.
La ciutat va estar sota l'autoritat britànica dues vegades, la primera durant la guerra entre el Regne Unit i els Països Baixos (1781-1784) i una altra vegada quan el Regne Unit gestionava l'àrea per als Països Baixos durant les guerres napoleòniques (1795-1815). Després la ciutat es transferia altra vegada als Països Baixos. Fins aproximadament l'any 1780 el producte que més es comerciava era l'or que s'extreia de les mines de la regió. Quan les mines s'esgotaren, l'èmfasi es canvià per a uns altres productes com el cafè, sal i teixits.